# Théodore Simon

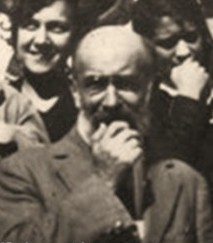
Théodore Simon (1928)

Théodore Simon, (Dijon, 10 de julio de 1872 - París, 1961) fue un médico psiquiatra, y psicólogo francés . Estudió Medicina y se doctoró en Psiquiatría. Aunque colaboró con los médicos de alienados más reputados de su época y a pesar de haber publicado varios artículos en colaboración con Alfred Binet, su fama dentro del mundo psicológico y pedagógico le ha venido dada por haber elaborado, junto con Binet, una Escala para medir la Inteligencia. Sus escasos biógrafos destacan de él su humildad por encima de todo, pues pudiendo haberse aprovechado de la fama que podría haber alcanzado al haberse muerto prematuramente su maestro, siempre hizo mención expresa de que el auténtico creador de la famosa escala era Binet y él un simple colaborador suyo. Al decir de algún biógrafo, parece que publicó alguna obra literaria destinada a los niños.

## Biografía
Théodore Simon nació el 10 de julio de 1872 en Dijon, Francia. Durante su temprana vida, el trabajo de Binet lo fascinó mucho y leyó constantemente sus libros. Su interés en Psicología aumentó continuamente, especialmente ya que la necesidad de la experiencia clínica en el campo disminuyó. En 1899 se convirtió en interno en el asilo Perray-Vaucluse, en donde comenzó su famoso trabajo sobre niños anormales. Esto atrajo la atención de Binet, que estudiaba entonces la correlación entre el crecimiento físico y el desarrollo intelectual. Binet fue al asilo y continuó su trabajo allí con Simon. Esta investigación condujo a la tesis médica de Simon sobre esto, en 1900. 
A partir de 1901-1905 Simon trabajó en varios hospitales, de Sainte-Anne a Dury-les-Amiens. 1905 es el año durante el cual Simon y Binet hicieron público su famosa escala de inteligencia de Binet-Simon, que es la primera prueba de medición de la inteligencia ideado. Se estrenó en el "Psychologique de L'anneé", un diario fundado por Binet en 1895. 
Simon seguía siendo siempre crítico del uso inmoderado e incorrecto de la escala. Creyó que su éxito evitó que otros psicólogos alcanzaran la última meta de Binet: seres humanos que entienden, su naturaleza, y su desarrollo. La escala fue revisada en 1908 y otra vez en 1911, pero Simon la guardó igual después de la muerte de Binet en respeto por uno de los psicólogos más grandes de la historia y del ídolo verdadero de Simon. 
Después de 1905 y hasta 1920 Simon trabajó como el siquiatra principal en el hospital del St. Yon. En 1920 volvió como director médico en Perray-Vaucluse hasta 1930. Desde allí, se trasladó como director médico hasta finales de 1936, cuando se retiró. A través de su vida (que comienza en 1912 hasta 1960) era también redactor para el boletín de Société Alfred Binet. Murió de causas naturales en 1961.